# 司马义·铁力瓦尔地
司马义·铁力瓦尔地（維吾爾語：ئىسمائىل تىلىۋالدى‎，拉丁维文：Isma'il Tiliwaldi，1944年11月—），维吾尔族，中国新疆维吾尔自治区喀什地区疏附人，中国共产党、中华人民共和国政治人物，原副国级领导人。1973年5月加入中国共产党，1967年9月参加工作，新疆大学数学专业毕业，大学学历。曾任新疆维吾尔自治区人民政府主席、第十一届全国人大常委会副委员长。中国共产党第十六屆候補中央委員，第十七屆中央委員。

## 生平
1962年，司马义进入新疆大学数学系学习，毕业后下放至疏附县站敏公社接受再教育。1968年在拖拉机站、塔什米力克公社担任翻译。1973年5月加入中国共产党，并进入疏附县县委任组织部干事，1976年升任喀什地委组织部干事。1980年，任喀什政府人事处副处长，后升任处长。1983年升任喀什地区副专员，1990年升任喀什地委副书记、行署专员。
1993年，司马义任新疆维吾尔自治区人民政府秘书长，1995年调任新疆生产建设兵团党委常委、副政治委员。1998年升任中共新疆自治区党委常委、政法委副书记，2000年任自治区党委副书记。2003年1月至2007年12月，任新疆自治区政府主席。2008年3月當選為第十一屆全國人大常委會副委員長，2013年3月卸任。
2018年10月30日，同其他63名离退休老同志组成调研组，来到和田地区参观调研职业技能教育培训中心。